# Odoardo Tabacchi

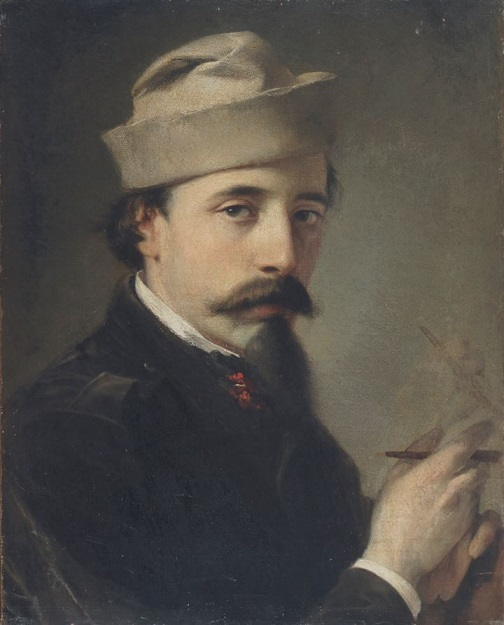
Odoardo Tabacchi, Porträt von Angelo Pietrasanta, um 1865

Odoardo Tabacchi (* 19. Dezember 1831 in Valganna; † 23. März 1905 in Mailand) war ein italienischer Bildhauer.

## Leben
Odoardo Tabacchi studierte ab 1845 Bildhauerei an der Accademia di Belle Arti di Brera in Mailand. Daneben arbeitete er in den Ateliers von Pietro Magni und Abbondio Sangiorgio und besuchte Kurse bei Benedetto Cacciatori. Er gewann ein Stipendium, mit dem er seine Studien in Florenz, Rom und Neapel fortsetzen konnte. 1860 kehrte er nach Mailand zurück und eröffnete ein eigenes Atelier. 1867 wurde er als Nachfolger Vincenzo Velas Professor für Bildhauerei an der Accademia Albertina in Turin. Dort zählten unter anderen Giuseppe Grandi, Luigi Belli, Davide Calandra, Leonardo Bistolfi und Pietro Canonica zu seinen Schülern.
Tabacchi zeigte seine Arbeiten bei Ausstellungen unter anderem in Parma, Turin, Rom, Mailand und Neapel sowie bei den Weltausstellungen in Paris (1867) und Wien (1873).

## Werke

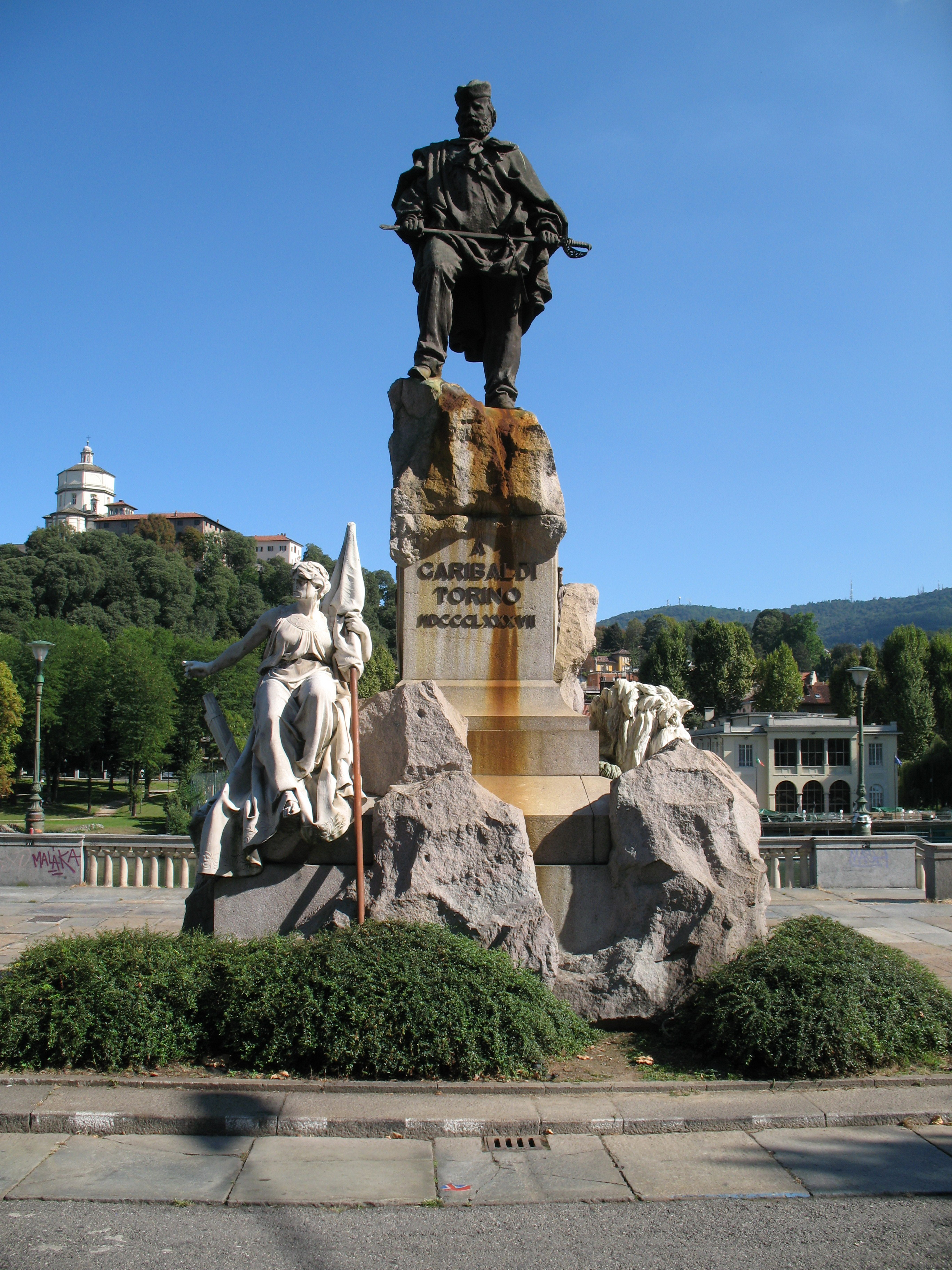
Garibaldi-Denkmal in Turin (1887)

- Denkmal für Camillo Benso von Cavour, Mailand, 1865 (zusammen mit Antonio Tantardini)
- Denkmal für Pietro Paleocapa, Turin, 1871
- Christliche Jungfrau, zur Todesstrafe verurteilt, 1872
- Denkmal für Giovanni Battista Cassinis, Turin, 1873
- Hypatia, 1877
- Denkmal für den Bau des Mont-Cenis-Eisenbahntunnels, Turin, 1879 (zusammen mit Luigi Belli)
- Denkmal für Filippo Brignone, Pinerolo, 1879
- Denkmal für Viktor Emanuel II., Padua, 1880–1882
- Denkmal für Arnold von Brescia, Brescia, 1882
- Denkmal für Alfonso La Marmora, Biella, 1886
- Denkmal für Giuseppe Garibaldi, Turin, 1887
- Denkmal für Giovanni Lanza, Casale Monferrato, 1887
- Skulpturen, Basilika Santa Maria Assunta, Gallarate, 1888
- Denkmal für Giovanni Battista Bottero, Turin, 1899
- Denkmal für Umberto I., Asti, 1903